# Radmil
Radmil (častěji Radomil) je mužské jméno slovanského původu. Vykládá se jako milý a rozradostňující, ale složka rád může znamenat i starostlivý. Podle českého kalendáře má svátek 25. srpna. 25. srpna má svátek Radim. Radomil měl svátek 10. dubna, ale v 70. letech byl nahrazen v českém kalendáři jménem Darja.

## Známí Radomilové
- Radomil Eliška – český dirigent